# Ernest Claes

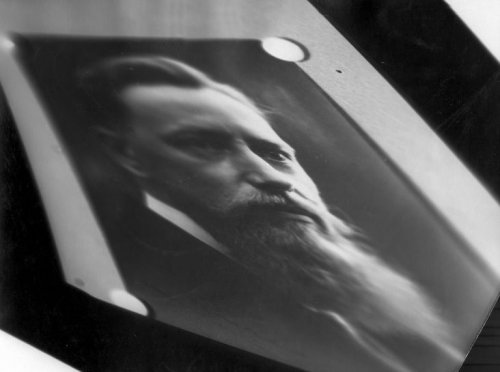
Ernest Claes

Andreas Ernestus Josephus Claes (24 octombrie 1885 în Zichem - 2 septembrie 1968 în Elsene) a fost un scriitor flamand. 
Multe dintre lucrările sale au semnate cu pseudonimul G. van Hasselt.

## Opere
- Uit mijn dorpken (1906)
- Het proza van Potgieter (1912)
- Uit mijn soldatentijd (1917)
- Bei uns in Deutschland (1919)
- Namen 1914 (1919)
- Oorlogsnovellen (1919)
- De Witte (1920)
- Sichemsche novellen (1921)
- De vulgaire geschiedenis van Charelke Dop (1923)
- De Fanfare De Sint-Jansvrienden (1924)
- Kiki (1925)
- Het leven van Herman Coene (1925-1930)
- Wannes Raps (1926)
- De heiligen van Sichem (1931)
- De geschiedenis van Black (1932)
- Kobeke (1933)
- Pastoor Campens zaliger (1935)
- Van den os en den ezel (1937)
- De moeder en de drie soldaten (1939)
- Clementine (1940)
- Jeugd (1940)
- De oude klok (1947)
- Jeroom en Benzamien (1947)
- Daar is een mens verdronken (1950)
- Studentenkosthuis `bij Fien Janssens' (1950)
- Floere, het Fluwijn (1951)
- Het leven en de dood van Victalis van Gille (1951)
- Cel 269 (1952)
- Voor de open poort (1952)
- De nieuwe ambtenaar (1953)
- Het was lente (1953)
- De oude moeder (1955)
- Leuven O dagen, schone dagen (1958)
- De mannen van toen (1959)
- Ik en de Witte (1960)